# Pochylnie dla osób z niepełnosprawnością

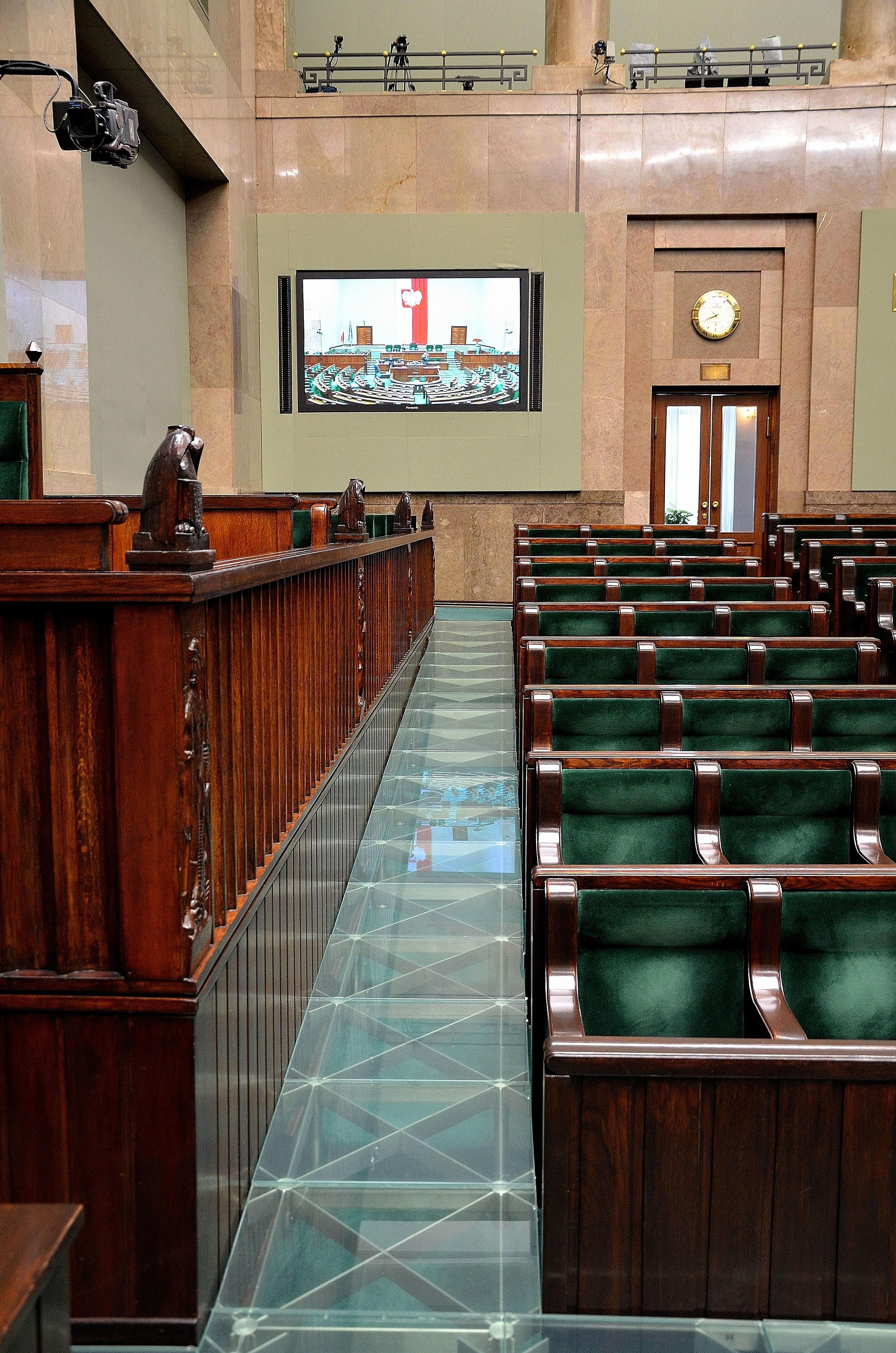
Pochylnia w Sejmie

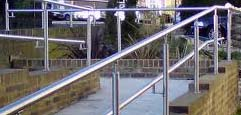
Pochylnia dla osób z niepełnosprawnością

Pochylnie dla osób z niepełnosprawnością, pochylnia dla niepełnosprawnych – element budynku, część drogi komunikacyjnej, która umożliwia osobie z niepełnosprawnością poruszającej się na wózku inwalidzkim samodzielny wjazd do środka.

## Wytyczne prawa budowlanego
- powierzchnia posadzki powinna być wykonana z antypoślizgowego materiału
- minimalna szerokość pochylni wynosi 120 cm, natomiast maksymalna długość jednego biegu nie powinna przekraczać 900 cm. Odcinki dłuższe powinny być podzielone na krótsze odcinki przy zastosowaniu spoczników o długości co najmniej 1,4 m
- długość poziomej płaszczyzny ruchu na początku oraz na końcu pochylni powinna wynosić co najmniej 1,5 m
- poręcze na wysokości 75 cm i 90 cm powinny być przedłużone na końcach pochylni o minimum 30 cm